# Branded and Exiled
Branded and Exiled és un àlbum del grup alemany Running Wild. Va ser el primer amb el guitarrista Majk Moti.

## Cançons
1. "Branded and Exiled" (Rolf Kasparek) – 3:54
2. "Gods of Iron" (Rolf Kasparek) – 4:00
3. "Realm of Shades" (Rolf Kasparek/Stephan Boriss - Rolf Kasparek) – 4:29
4. "Mordor" (Rolf Kasparek) – 4:50
5. "Fight the Oppression" (Rolf Kasparek) – 4:46
6. "Evil Spirit" (Stephan Boriss) – 3:20
7. "Marching to Die" (Rolf Kasparek) – 4:36
8. "Chains and Leather" (Rolf Kasparek) – 5:46

## Formació
- Rock'n'Rolf: veu, guitarra
- Majk Moti: guitarra
- Stephan Boriss: baix
- Hasche: bateria